# Trója
Trója (řecky Τροία Troja, Τροίη Trojé, latinsky Trōia nebo Īlium, chetitsky Truwisa, turecky Truva nebo Troia) bylo jednak skutečné, jednak bájné město na území dnešního Turecka v západní Malé Asii. Přesné umístění Tróji je na západním pobřeží v kraji zvaném Troas na pahorku Hisarlik. Trója, nazývaná též Ilion (Ίλιον, u Homéra Ilios), je legendární město, které je všeobecně známé hlavně díky Homérově Iliadě, hrdinskému eposu o téměř desetileté Trójské válce. O událostech před touto válkou a po ní se vypráví v literárních dílech vzniklých až po Homérovi. Většinou se však nedochovalo víc než jen údaje o obsahu a zlomky těchto textů.
Přesně určit polohu Tróje, nebo dokonce uspokojivě dokázat její existenci, se podařilo až na konci 19. století. Rokem 1870 začal totiž na Hissarliku první archeologické výkopy hlavní objevitel Tróje Heinrich Schliemann a zasvětil jim celý život.

## Homérská Trója

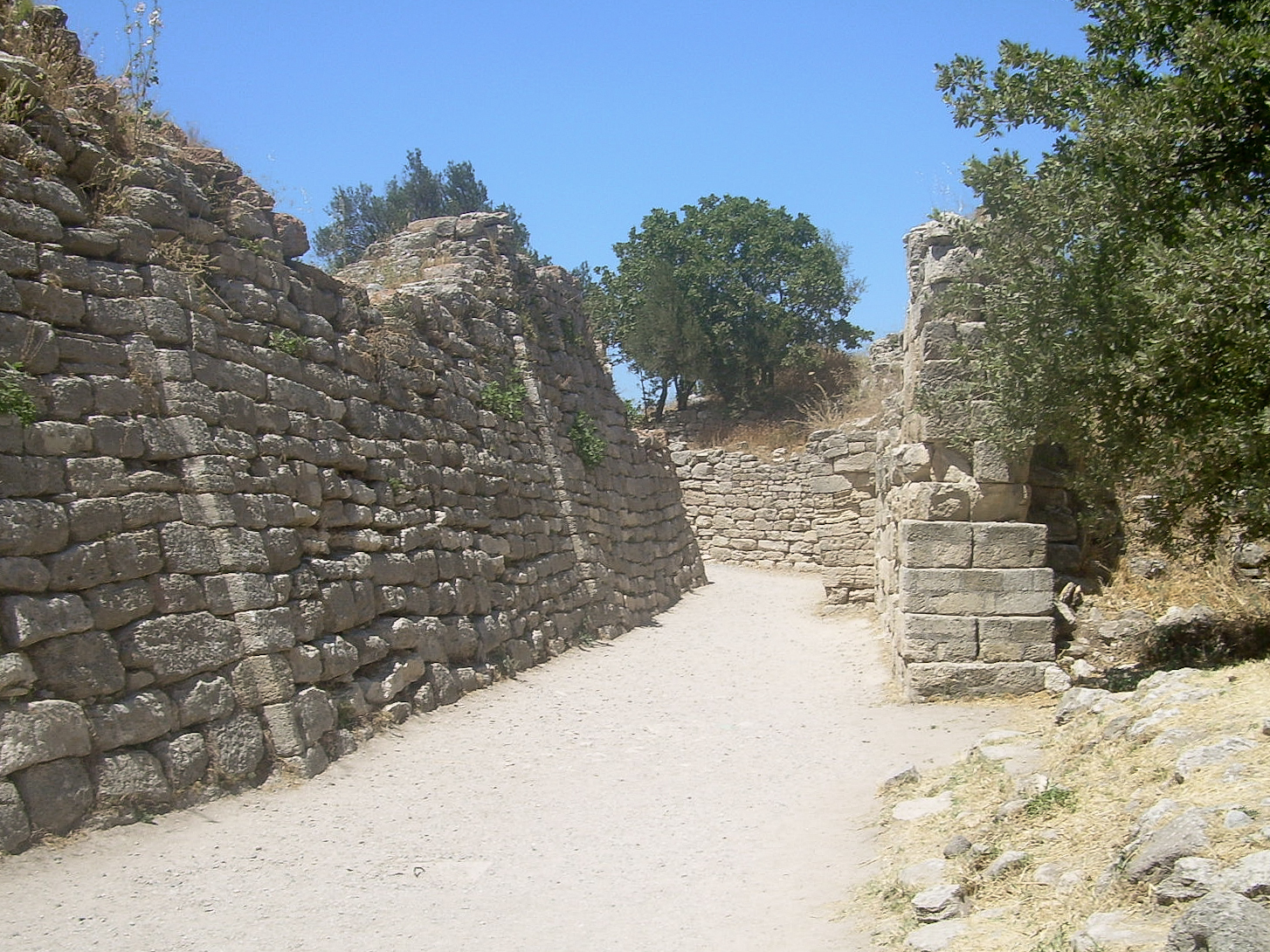
Trójské hradby

Podle Iliady založili Achájové tábor blízko ústí řeky Skamandros, kde také ukotvili své lodě. Město Trója samo stálo na kopci nad krajinou v okolí řeky Skamandros, kde také údajně měly probíhat bitvy o Tróju. Poloha starověkého města je dnes asi 5 kilometrů od pobřeží, avšak zhruba před 3000 lety bylo ústí řeky Skamander přibližně o tutéž vzdálenost městu blíže. Ústí řeky totiž tvořilo veliký záliv – přírodní přístav, který se od dob starověku naplnil naplaveninami. Město se tudíž jako by „posunulo“ dále od pobřeží. Nedávné geologické objevy umožnily zrekonstruovat podobu původního trójského pobřeží. Až na drobné nesrovnalosti tato rekonstrukce potvrzuje polohu Homérem popsané Tróji.
V listopadu 2001 geologové John C. Kraft z University of Delaware a John V. Luce z dublinské Trinity College prezentovali výsledky výzkumů, které začaly rokem 1977. Porovnali dnešní geologii krajiny a pobřežních útvarů s těmi, jež jsou popsány v Iliadě a jiných klasických zdrojích (např. Strabónova Geographia). Došli k závěru, že zde existuje shoda mezi polohou Schliemannovy Tróje a dalšími místy, jako například zmiňovaným řeckým táborem, geologickými svědectvími, popisy topografie a úvahách o bitvě v Iliadě. Další práce Johna Krafta a jeho společníků byla publikována roku 2003.
Kromě Iliady nalézáme zmínky o Tróji i v dalším důležitém literárním díle přisuzovaném Homérovi – v Odysseii. Stejně tak v další antické literatuře. Homérovu legendu o Tróje podrobně rozpracoval římský básník Publius Vergilius Maro v díle Aeneis. Řekové a Římané přijali Trójskou válku jako historický fakt a identitu homérské Tróje přisoudili Malé Asii. Alexander Veliký například toto místo roku 334 př. n. l. navštívil a složil oběti u hrobek, jež jsou spojovány s homérovskými hrdiny Achillem a Patroklem.
V roce 1995 po nálezu luvijské pečeti z období Tróje VII (o tomto rozdělení níže) se diskutovalo o tom, jakým jazykem se v homérovské Tróji vlastně mluvilo. Frank Starke z univerzity v Tübingen nedávno demonstroval, že jméno Priamos je spojeno s luvijským slovem Priimuua, což znamená „mimořádně odvážný“. Pravděpodobnost, že Trója patřila do luvijské jazykové oblasti, je tak stále větší. I když není úplně jasné, zda byla luvijština oficiálním jazykem nebo spíše pouhým nářečím.

Malá menšina současných badatelů namítá, že Homérova Trója nebyla v Malé Asii, ale jinde – adepty na umístění Tróje jsou i Anglie, Chorvatsko či Skandinávie. Většina vědců však toto tvrzení zcela odmítá a popírá.

Mapa archeologického naleziště na Hissarliku

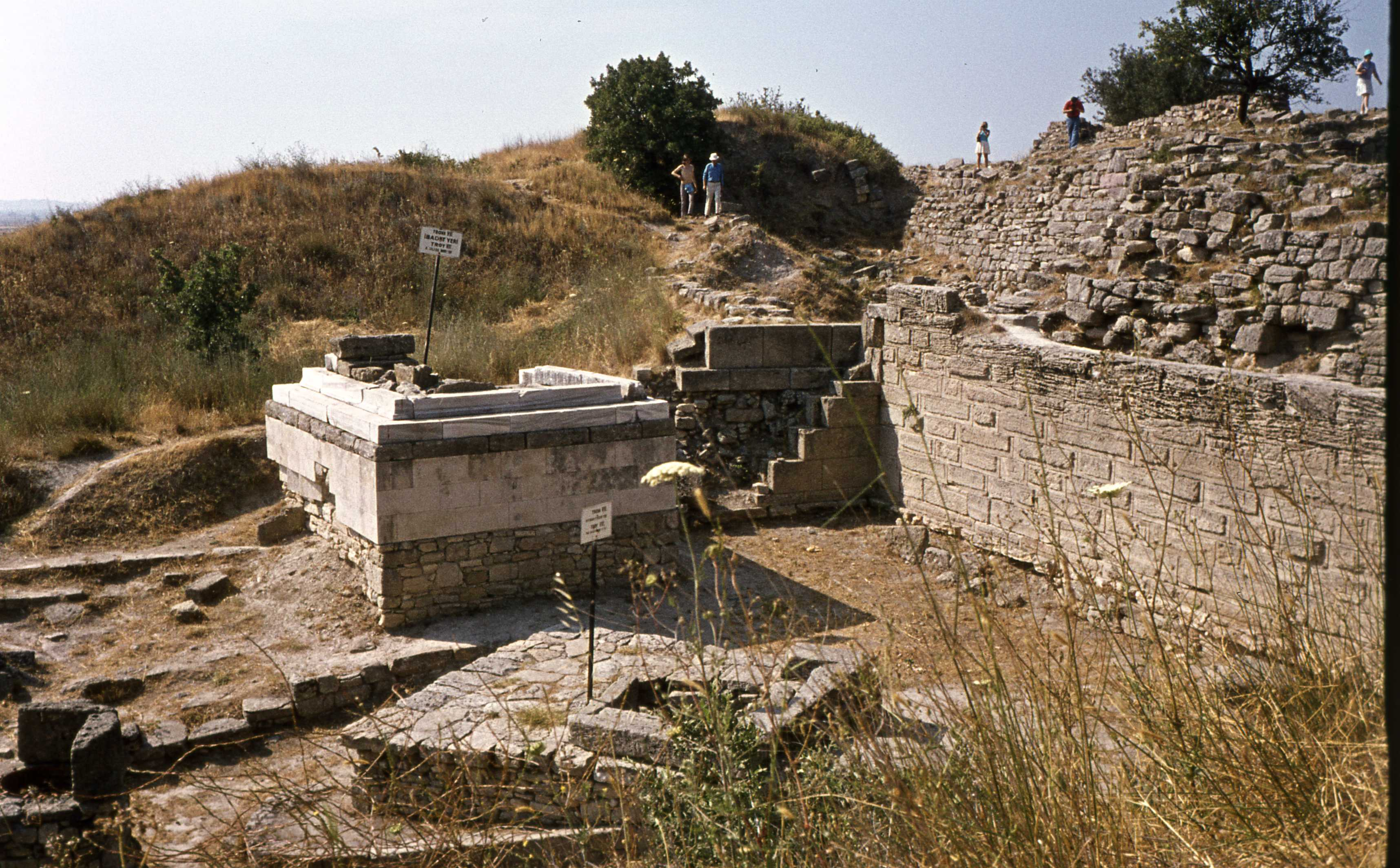
Trója

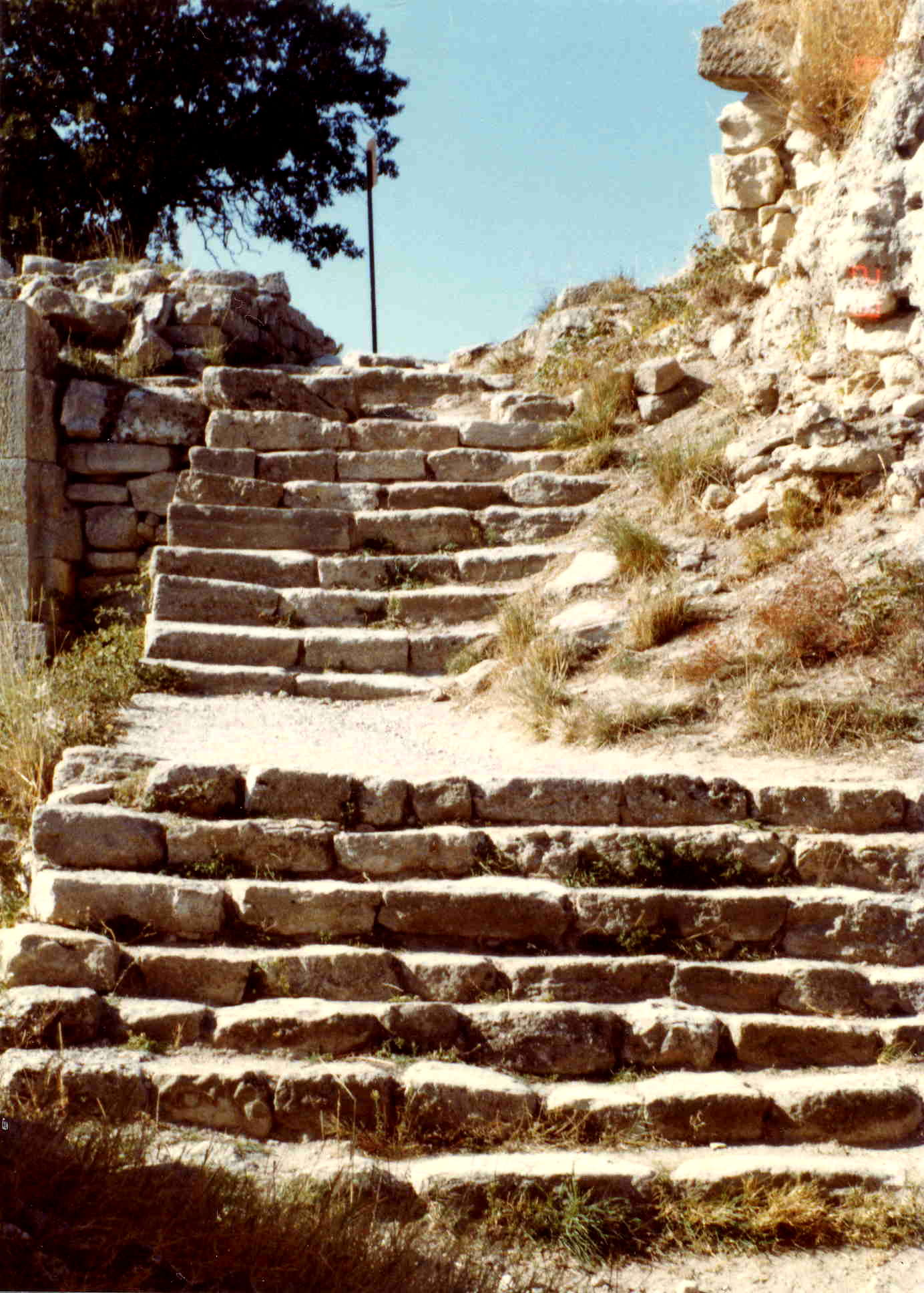
Schody z doby před 5000 lety

Za hlavního objevitele bájného města Trója je považován německý obchodník a amatérský archeolog Heinrich Schliemann, který Tróji zasvětil celý svůj život.
Podle francouzského cestovatele Lechevaliera byly prameny (Skamandros a jeho přítok Siomis) vyvěrající na úpatí pahorku Hisarlik shodné s těmi, které popisuje Homér v Iliadě. Toto tvrzení přivedlo Schliemanna roku 1868 k vesnici Bunarbaši (dnešní Pinarbasi) – vesnici, o které se tradovalo, že je vystavěna právě na místě legendární Tróje.
Ačkoliv byl Schliemann skeptický, začal zkoumat místní půdu. Schliemann byl sice pouhý archeologický amatér, avšak i když při svých prvních vykopávkách nenalezl žádné známky starověké civilizace, nebál se zcela zpochybnit dosavadní domněnky o poloze Tróji.
Vlastní intuice, badatelské nadání a perfektní znalost téměř každého slova Iliady Schliemanna nakonec dovedly právě až na pahorek jménem Hisarlik. (Schliemann byl zcela přesvědčen, že Iliada není pouhý mýtus, nýbrž že popisuje historické události tak, jak se udály. Dokázal pak s přesností sestavit chronologii popisované bitvy o Tróju a podle toho následně po logických úvahách určit místa a vzdálenosti jednotlivých dějišť.) 
I přesto, že Schliemann postrádal oficiální povolení k vykopávkám, zahájil 9. dubna roku 1870 archeologické práce. Záhy začal nalézat trosky paláců a chrámů. Ve svých dopisech popisuje, že objevil zbytky zdí budov postavených na zdech budov jiných, ale stejného charakteru.
Kvůli sporům s Turky musel Schliemann vykopávky záhy ukončit, vrátil se k nim až 11. října 1871, již s legální licencí. A navázal tam, kde skončil.
Schliemann byl ovšem přesvědčen, že Homérova Trója, jež je historicky zasazována do období kolem roku 1250 př. n. l., je nejstarší a logicky proto nejníže položenou vrstvou. Že před založením královského sídla byla oblast neobydlená. Tato zcela chybná domněnka později zpochybnila jeho vykopávky.
Po úmorném hledání nalezl studnu, jejíž kameny však byly pospojovány maltou, což znamenalo, že v nejlepším případě pochází z římské doby – což bylo doloženo nálezem římských mincí s hlavami Minervy, Faustiny, Aurelia a Commoda. Naděje ho však neopouštěly a postupně začal stále častěji odhalovat zdi, které už nespojovala malta a dále také mramorové desky. První z nich odkazovala na krále Pergamonu a pocházela z 3. tisíciletí př. n. l. Další nalezené desky obsahující řecké texty byly však patrně mladší a s Trójou neměly pranic společného.
Jaký šok následoval, když 30. října 1871 objevil při pohledu do výkopu primitivní kamenné nástroje, kladiva, sekery a další kamenná ostří. Další a významnější stopy po době kamenné následovaly v dalších dnech, což Schliemanna velmi zmátlo, jelikož dle jeho mínění byl trójský národ velice vyspělý s vysokým citem pro estetičnost. A sám Homér se zmiňuje pouze o nástrojích bronzových a železných. Pozůstatky po trójské civilizaci logicky musely ležet v mladší a tedy i výše položené vrstvě země než ostatky po době kamenné. A přesto žádné nezvratné důkazy o existenci Tróje dřív, než nalezl právě nástroje z doby kamenné, neobjevil.
Nálezy byly celkově dost nerovnoměrné. Nástroje z doby kamenné byly objeveny v hloubce čtyř a půl metru na vrcholku kopce, kdežto o dalších dvacet metrů dále v té samé hloubce nalézal Schliemann římské zdi. Tam, kde hledal stopy po lidech žijících 3000 let před Kristem, nalézal stopy po lidech žijících 1500 let před Kristem.
Dnes už je ale zřejmé, v čem Schliemann při svých úvahách chyboval. Předpokládal, že hora Hissarlik je tvořena na sobě pravidelně navrstvenými homogenními kulturními vrstvami. Což byl naprosto chybný předpoklad, jelikož pozůstatky jednotlivých kultur se na sebe navršily v jiném plošném rozsahu a v jiných výškách. Ten, kdo se dobýval do středu kopce zvenku, pak narážel na různé vrstvy ve stejných hloubkách.
Jediné, v čem se Schliemann nemýlil, bylo jeho tvrzení, že střed pahorku nebyl zároveň centrem města – tím byl nejvyšší bod pahorku položený mimo střed.
6. listopadu 1871 byl Schliemann rozrušen objevem měděných jehel, nožů, mečů a válečných seker tři metry pod nálezy z doby kamenné. Ještě hlouběji pak nalezl čepele nožů z vulkanického skla s dvojitým ostřím. A čím hlouběji kopal, tím rostla kvalita nálezů. Postupně objevoval první hliněné nádoby velice elegantního charakteru, ač bez okras, nebo přes metr vysoké hliněné urny.
22. listopadu 1871 se Schliemann prokopal až k mohutným otesaným kvádrům nemálo podobným těm, jaké viděl v Mykénách – snad, jak doufal, základy trójského hradu.
90 % nálezů zcela jistě pocházelo z předhistorické doby, ale žádný z nich nepodával svědectví o homérské Tróje.
Třebaže nebylo jisté, zda z doby trójské existují nějaké nápisy, doufal Schliemann, že důkazy o její existenci najde právě v nich.
Krátce poté vysílený, avšak zatím víceméně spokojený Schliemann opět ukončil své práce a vrátil se k nim po pečlivých přípravách zase 1. dubna 1872. Nalézal jen mnoho na sobě ležících bloků lasturového vápence, které tak budily dojem zbytků zdí budov, stříbrné jehlice do vlasů, rozbité pohřební urny a nádoby na vodu, čepele nožů, oštěpy a nejrůznější drobné předměty ze slonoviny. Na mnohých blocích z mramoru objevil i soví obličeje s lidskými rysy, o kterých se domníval, že představují jednu jedinou bohyni – ilijskou Minervu (Athéna, podle Homéra bohyně Athéna se soví tváří).
Při dalším odkrývání Tróje byly objeveny nádoby známé pod názvem pithos – nádoby o průměru jednoho metru a výšce dvou metrů určené ke skladování zásob. Ovšem cenné nálezy se objevovaly každým dnem a ve velkém množství. Avšak stále žádný nápis, který by dokazoval přítomnost homérské Tróje. Schliemann začal pochybovat o svém přesvědčení, že i Trójané znali písmo, protože většina nálezů byla zdobena jen symboly – nejčastěji hákovým křížem.
13. června byl objeven dva metry dlouhý a skoro devadesát centimetrů široký blok párského mramoru, na kterém byl zobrazen bůh Helios se svými vesmírnými pádícími oři (Heliova metopa dnes nacházející se v berlínském Pergamonském muzeu). Nález, který způsobil tolik rozruchu jako zmatku – Homér se totiž opět nezmiňoval ve svém eposu o ničem souvisejícím s bohem Heliem. Po dalších úvahách však dospěl k názoru, že tento nález může pocházet z chrámu ilijské Minervy – o nálezu základů tohoto chrámu byl přesvědčen.
Schliemann už byl však zcela vysílen a zklamán. Třebaže našel mnoho indicií, nic zcela nevratně nedokazovalo přítomnost Tróje. Byl zcela odhodlán přenechat vykopávky profesionálním archeologickým organizacím.
A tu po dlouhých týdnech objevil asi tři metry vysoké zdi. Podle rozložení kamenů kolem byl však Schliemann přesvědčen, že původně byly zdi mnohem vyšší. Dalším důležitým nálezem byly základy čtvercové věže o rozloze 12 × 12 metrů na skalním podkladu. Teď si byl Schliemann zcela jistý, že odkryl tolik opěvovanou homérskou Tróju.
Po dalším přerušení vykopávek se Schliemann navrátil k práci 31. ledna 1873; 24. února pak s dělníky zcela odkryl zeď nalezenou v předešlém roce. A konečně objevil nápis. Nápis hlásající „to hieron“ což v překladu znamená „svatyně“. Podle Schliemanna nebylo pochyb o tom, že se musí jednat o Athénin chrám. Postupným odkrýváním cca 87 metrů dlouhé zdi (severní podélná strana chrámu) Schliemann zjistil, že byl chrám postaven na chrámu jiném, starším, a ten zrovna tak – svou rozlohou největší stavba v Tróji.
Ovšem aby toho nebylo málo, dřívější Schliemannův spolupracovník Calvert začal Schliemannovu práci zpochybňovat a tvrdit, že žádná ze zatím vykopaných vrstev není hledanou homérskou Trójou.
Počátkem dubna 1873 Schliemann a jeho dělníci odkryli dům charakterem velice podobný domu pompejskému. V polovině dubna pak hlásil, že byla objevena široká ulice Pergamonu v blízkosti předtím objeveného domu, dlážděná až metr a půl dlouhými a až metr širokými kamennými deskami. Nepochyboval o tom, že tato ulice vede k něčemu důležitému, přesněji k hlavnímu objektu trójského hradního opevnění, a pokračoval v dalších a dalších vykopávkách. Výsledek předčil jeho očekávání – nalezl dvě šest metrů od sebe vzdálené brány i jejich měděné svorníky – podle jeho domněnek Sakajská brána. Budovu nalezenou za branou pak bez rozpaků identifikoval jako Priamův palác. Ovšem chyběly mu důkazy, které by jeho tvrzení nezvratně potvrdily.
24. května podal Schliemann zprávu, že svůj úkol zcela vyřešil a 15. června tak hodlá ukončit své archeologické práce. Byl zcela přesvědčen, že Trója existovala, netušil však, že největší objev učiní až po napsání svého hlášení.
Podle všeho 31. května – není však jisté, podle jakého kalendáře je toto datum určeno, a proto se prameny v tomto ohledu rozcházejí – Schliemann objevil za Priamovým palácem kruhovou trójskou hradbu vedoucí od Sakajské brány. Při dalším bádání v blízkosti Priamova domu objevil na zdi měděný předmět, na kterém ležela asi 1,5 metru vysoká vrstva na kámen zatvrdlého červeného popela a kalcinovaných trosek. Jednalo se o ukrytý bájný Priamův poklad – celkem 8 833 předmětů zahrnujících malé lístečky, hvězdičky, kroužky a knoflíky vyrobené ze zlata, části řetězů a diadémů, měděný štít, kotlík a desku, stříbrné vázy a čepele, zlaté lahve a poháry. Ve stříbrné váze také nalezl dva zlaté diadémy, čelenku a čtyři náušnicové přívěšky, korále, knoflíky, šest náramků a dva poháry. Vše vykopával sám bez pomoci dělníků. Byl totiž odhodlán si poklad nechat pro sebe a vyvézt jej ze země.

## Další bádání
Po Schliemannovi na Hissarliku bádali i Vilém Dröpfeld (1893–1894) a Carl Blegen (1932–1938). Jejich bádání napomohlo k detailnějšímu členění existence Tróje. Devět hlavních fází rozdělili ještě do šesti podfází a dalších 40 podskupin.
V roce 1988 se vykopávek ujal univerzitní tým vedený profesorem Manfredem Korfmannem za asistence Briana Rosea, který dohlížel na vykopávky z doby pozdně bronzové podél pobřeží Egejského moře.
Možný důkaz o válce byl nalezen v podobě hrotů šípů skrytých hluboko ve vrstvách datovaných do brzkého období 12. století př. n. l.
V srpnu 1993 byla pomocí magnetometrie na polích pod pevností lokalizována a odkryta jáma situována mezi pozdějším řeckým a římským městem. Nálezy z této jámy jsou datovány do pozdní doby bronzové – údajné doby Homérovy Tróje.
Korfmann je přesvědčen, že tato jáma by mohla souviset s obrannými prvky mnohem většího města, než se původně předpokládalo, a které lze datovat do období kolem roku 1250 př. n. l. Nedávné archeologické důkazy nalezené Korfmannovým týmem nasvědčují tomu, že město bylo vskutku Homérovou Trója.
Od roku 2006 vede nově povolené výkopy Korfmannův kolega Ernst Pernicka.

## Chronologické členění Tróje

Průřez vykopávkami

Schliemann při svých výzkumech objevil, ačkoliv si toho nebyl zcela vědom, hned několik vrstev legendárního města. Při jeho archeologickém průzkumu se zjistilo, že místo bylo osídleno v průběhu několika tisíciletí. Nejstarší vrstva spadá již do pozdního neolitu – druhá polovina 4. tisíciletí př. n. l. Nejmladší do doby římského císařství. Homérská Trója byla kladena do sedmé vrstvy (15.–12. století př. n. l.). Schliemann ji však omylem (na základě tzv. Priamova pokladu) kladl do vrstvy druhé, z konce 3. tisíciletí př. n. l.
- Trója I: 2. polovina 4. tisíciletí, období pozdního neolitu
- Trója II: 2. – 3. čtvrtina 3. tisíciletí, z této doby nalézáme keramiku kykladského a helladského charakteru a také do této fáze pravděpodobně spadá Schliemannův poklad přisuzovaný homérskému králi Priamovi
- Trója III – V: Až 18. století př. n. l., město v tomto období nenabylo tak velkého významu jako ve fázích předtím
- Trója VI: 17. – 15. století př. n. l., nalézáme známky mykénské kultury, toto osídlení bylo pravděpodobně zničeno zemětřesením někdy před počátkem 13. století
- Trója VIIa: 1300 – pravděpodobně 1190 př. n. l., podle všeho Homérova Trója; Epos Ilias je však považován za fikci, nikoliv přepis historických událostí a badatelé předpokládají, že Trója VIIa byla zničena útokem tzv. Mořských národů
- Trója VIIb1: 12. století př. n. l.
- Trója VIIb2: 11. století př. n. l.
- Trója VIIb3: do 950 př. n. l.
- Trója VIII: okolo 700 př. n. l.
- Trója IX: Ilium, 500 př. n. l., Helenistické období, město bylo založeno Římany za vlády Augusta a představovalo důležité město obchodu až do založení Konstantinopole, v byzantské době město upadalo, až nakonec úplně vymizelo

Archeologické naleziště Trója se stalo součástí celosvětově chráněných památek UNESCO roku 1998.
Největší sbírku nálezů z Tróje vlastní státní muzea v Berlíně.